# Mediodactylus
Mediodactylus is een geslacht van hagedissen dat behoort tot de gekko's (Gekkota) en de familie Gekkonidae.

## Naam en indeling
De wetenschappelijke naam van de groep werd voor het eerst voorgesteld door Mykola Mykolaiovych Shcherbak en Mikhail Leonidovich Golubev in 1977. Er zijn zeventien soorten, inclusief de pas in 2011 beschreven soorten Mediodactylus ilamensis en Mediodactylus stevenandersoni.
Verschillende soorten werden vroeger ingedeeld bij het geslacht Cyrtopodion, Gymnodactylus, Tenuidactylus en het niet langer erkende geslacht Carinatogecko. Alle soorten komen voor in Azië en het Midden-Oosten. De bekendste soort is de naaktvingergekko (Mediodactylus kotschyi), die een verspreidingsgebied heeft dat zich uitstrekt van Iran tot delen van Europa en in 26 ondersoorten wordt verdeeld.
De geslachtsnaam Mediodactylus betekent vrij vertaald 'gemiddelde tenen'.

## Verspreiding en habitat
De gekko's komen voor in delen van Azië, het Midden-Oosten en Europa en leven in de landen en deelgebieden Rusland, Turkmenistan, Kazachstan, Iran, China, Oezbekistan, Tadzjikistan, Kirgizië, Italië, Albanië, Macedonië, Servië, Bulgarije, Griekenland, Hongarije, Turkije, Cyprus, Syrië, Jordanië, Anatolië, Oekraïne, Irak, Pakistan, India, Israël, Libanon en Jordanië. De habitat bestaat uit rotsige omgevingen, graslanden en verschillende typen scrublands en woestijnen. Ook in door de mens aangepaste streken zoals landelijke tuinen en stedelijke gebieden kunnen de dieren worden aangetroffen.

## Beschermingsstatus
Door de internationale natuurbeschermingsorganisatie IUCN is aan twaalf soorten een beschermingsstatus toegewezen. Zes soorten worden beschouwd als 'veilig' (Least Concern of LC) en vijf soorten als 'onzeker' (Data Deficient of DD). De soort Mediodactylus amictopholis ten slotte staat te boek als 'bedreigd' (Endangered of EN).

## Soorten
Het geslacht omvat de volgende soorten, met de auteur en het verspreidingsgebied.
| Naam                                      | Auteur                                                            | Verspreidingsgebied                                                                           |
| ----------------------------------------- | ----------------------------------------------------------------- | --------------------------------------------------------------------------------------------- |
| Mediodactylus amictopholis                | Hoofien, 1967                                                     | Israël, Libanon                                                                               |
| Mediodactylus aspratilis                  | Anderson, 1973                                                    | Iran                                                                                          |
| Mediodactylus bartoni                     | Štěpánek, 1934                                                    | Griekenland                                                                                   |
| Mediodactylus brachykolon                 | Krysko, Rehman & Auffenberg, 2007                                 | Pakistan                                                                                      |
| Mediodactylus danilewskii                 | Strauch, 1887                                                     | Bulgarije, Oekraïne, Turkije, Griekenland                                                     |
| Mediodactylus heterocercus                | Blanford, 1874                                                    | Iran, Turkije, Irak, Syrië                                                                    |
| Mediodactylus heteropholis                | Minton, Anderson & Anderson, 1970                                 | Iran, Irak                                                                                    |
| Mediodactylus ilamensis                   | Fathinia, Karamiani, Darvishnia, Heidari & Rastegar-Pouyani, 2011 | Iran                                                                                          |
| Naaktvingergekko (Mediodactylus kotschyi) | Steindachner, 1870                                                | Italië, Albanië, Macedonië, Servië, Bulgarije, Griekenland, Hongarije, Turkije, Cyprus, Syrië |
| Mediodactylus narynensis                  | Jerjomtschenko, Zarinenko & Panfilow, 1999                        | Kirgizië                                                                                      |
| Mediodactylus oertzeni                    | Boettger, 1888                                                    | Griekenland                                                                                   |
| Mediodactylus orientalis                  | Štěpánek, 1937                                                    | Israël, Libanon, Jordanië, Syrië, Turkije                                                     |
| Mediodactylus russowii                    | Strauch, 1887                                                     | Rusland, Turkmenistan, Kazachstan, Iran, China, Oezbekistan, Tadzjikistan, Kirgizië           |
| Mediodactylus sagittifer                  | Nikolsky, 1900                                                    | Iran                                                                                          |
| Mediodactylus spinicauda                  | Strauch, 1887                                                     | Iran, Turkmenistan                                                                            |
| Mediodactylus stevenandersoni             | Torki, 2011                                                       | Iran                                                                                          |
| Mediodactylus walli                       | Ingoldby, 1922                                                    | Pakistan                                                                                      |